# Ångesudden
Ångesudden är en udde i Finland.   Den ligger i den ekonomiska regionen  Borgå  och landskapet Nyland, i den södra delen av landet, 40 km öster om huvudstaden Helsingfors. Ångesudden ligger på ön Haxalö.
Terrängen inåt land är mycket platt. Havet är nära Ångesudden söderut.  Närmaste större samhälle är Borgå, 18,0 km norr om Ångesudden. 